# Radfordia
Radfordia är ett släkte av spindeldjur. Radfordia ingår i familjen Myobiidae.
Radfordia är enda släktet i familjen Myobiidae.
Kladogram enligt Catalogue of Life:
| Radfordia | \| \| Radfordia affinis \| \| \| \| \| \| Radfordia davisi \| \| \| \| \| \| Radfordia ensifera \| \| \| \| |
|           | \| \| Radfordia affinis \| \| \| \| \| \| Radfordia davisi \| \| \| \| \| \| Radfordia ensifera \| \| \| \| |
|           | Radfordia affinis                                                                                           |
|           | |
|           | Radfordia davisi                                                                                            |
|           | |
|           | Radfordia ensifera                                                                                          |
|           | |